# Spoorlijn Immensee - Chiasso
De spoorlijn Immensee - Chiasso, ook wel Gotthardspoorlijn of Gotthardbahn (Duits; Italiaans: Ferrovia del Gottardo) genoemd, is een Zwitserse spoorlijn die van Immensee naar Chiasso loopt, dwars door het Gotthardmassief via een 15 km-lange tunnel, de Gotthardtunnel.
De lijn werd aangelegd door de private spoorwegmaatschappij Gotthardbahn (afgekort GB), die in 1909 opgenomen werd in de Zwitserse federale spoorwegen (SBB CFF FFS). De spoorlijn is ongeveer 206 km lang en loopt onder andere via de plaatsen Arth-Goldau, Flüelen, Göschenen (bij de noordingang van de Gotthardtunnel), Airolo (bij de zuidingang van de Gotthardtunnel), Bellinzona, Giubiasco en Lugano. 
De lijn is van groot economisch belang, en kent druk personen- en goederenverkeer. Om de capaciteit op de Gotthard-corridor te verhogen is in het kader van het AlpTransit-project (ook NEAT-project genoemd) een nieuwe Gotthardtunnel aangelegd. Deze 57 kilometer lange Gotthard-basistunnel zorgt er, samen met de eveneens nieuwe Ceneri-basistunnel, voor dat de reistijd tussen Noord- en Zuid-Zwitserland met een uur verkort wordt.

## Geschiedenis
De eerste plannen voor een doorgaande spoorlijnen door de Alpen dateren uit de 19e eeuw. In maart 1836 installeerde de Zürcher Handelskammer een commissie om de bouw van een spoorlijn Bazel – Zürich – Bodensee te onderzoeken. Voor de gemeenteraad van Zürich stelde Ingenieur Alois von Negrelli een ander project voor, een spoorlijn om de Alpen heen, via Bazel, Zürich, Sargans, Chur en Splügen naar Italië.
In 1862 zette Kaspar Wetli de studie voort en legde een eerste algemeen project van de Gotthardspoorlijn voor. In 1863 diende de toenmalige Nordostbahn (NOB) onder leiding van president Alfred Escher zijn plan voor de Splügenbahn in: Bazel – Zürich – Sargans – Chur – Splügen – Italië. De eerste Gotthardconferentie van 7 augustus 1863 betekende het einde van alle Alpenbahnprojecten in oostelijk Zwitserland.
Met de bouw kon worden begonnen na lange discussies over de lijnvoering en een staatsverdrag in 1869 met het koninkrijk Italië en een staatsverdrag in 1871 met het Duitse Rijk.

Op 13 september 1872 begonnen de bouwwerkzaamheden aan de Gotthardtunnel onder leiding van Louis Favre (1826-1879). Deze Zwitserse ingenieur, beleeft het heugelijke feit van de totstandkoming van de tunnel niet. Hij stierf aan een hartaanval in de tunnel op 19 juli 1879. Op 29 februari 1880 kwam de Gotthardtunnel gereed. De trajecten Biasca – Giubiasco – Locarno en Lugano – Chiasso waren reeds in 1874 geopend.
Op 1 januari 1882 werd de spoorweg provisorisch als enkelsporige lijn in gebruik genomen. Op 1 juni 1882 werd de Gotthardbahn officieel feestelijk geopend. De reistijd van Luzern naar Milaan bedroeg toen 8 uur en 30 minuten.

## Spoorlijn

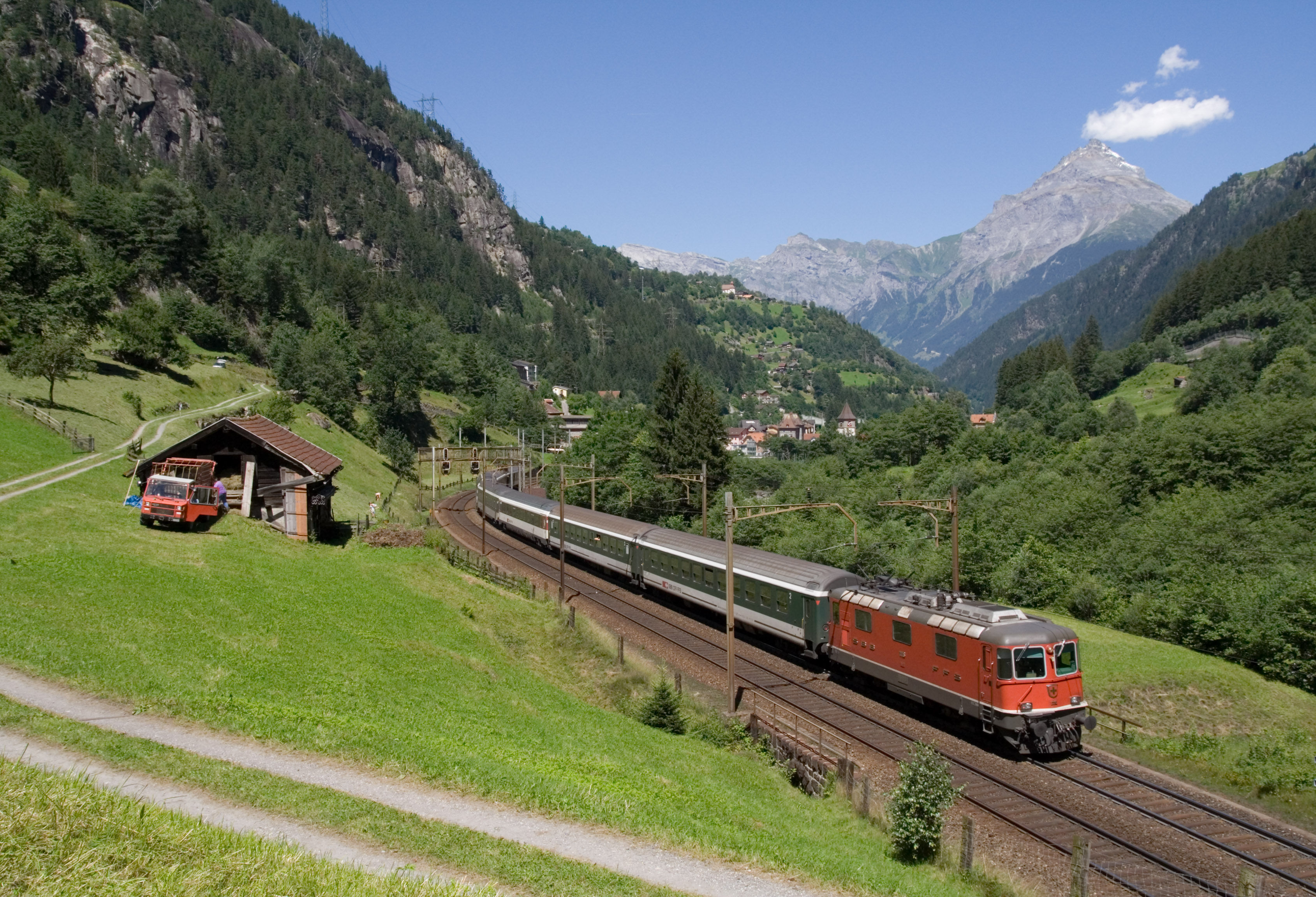
Interregiotrein voorbij Gurtnellen

De spoorlijn is aangelegd met een spoorwijdte van 1435 mm. De lijn is dubbelsporig, waarbij op sommige plaatsen de sporen niet direct naast elkaar liggen maar aparte tracés hebben. In de Gotthardtunnel liggen de beide sporen in één tunnelbuis.
De 15 km lange Gotthardtunnel was tot 1906, toen de Simplontunnel werd voltooid, de langste spoortunnel ter wereld. De Gotthardspoorlijn is nog steeds een van de belangrijkste spoorverbindingen door de Alpen.

## Elektrische tractie
Het traject is geëlektrificeerd op een spanning van 15.000 volt 16 2/3 Hz wisselstroom. Op 16 februari 1916 besloot de Verwaltungsrat van de SBB tot de elektrificatie van de Gotthardbergtrajecten van Erstfeld tot Bellinzona. Deze ging zo voorspoedig dat op 12 december 1920 het traject Erstfeld – Biasca kon worden geopend. Tot 29 mei 1921 werd op het bergtraject op halve spanning (7500 volt) gereden. Bij enige ritten door de Gotthardtunnel moesten er direct voorspanlocomotieven in Göschenen en Airolo bijgeplaatst worden. Vanaf 28 mei 1928 was het gehele traject van Luzern tot Chiasso elektrisch berijdbaar.
Het trajectdeel van Chiasso naar Milaan van de FS werd geëlektrificeerd met een spanning van 3.000 volt gelijkstroom.
In het station van Chiasso bevindt zich een sluis waar beide spanningssoorten gescheiden blijven. Op dit deel is een bovenleiding zonder spanning aanwezig. De elektrische locomotieven worden hier met een diesellocomotief of een elektrische meerspanninglocomotief gerangeerd.
Tegenwoordig wordt voor doorgaande treinen echter meer en meer gebruikgemaakt van locomotieven die op beide spanningen kunnen rijden.

## Exploitatie
De spoorlijn werd in het begin geëxploiteerd door de Gotthardbahn (GB), (Gotthardspoorwegmaatschappij). In 1909 werd de GB genationaliseerd, waardoor de spoorlijn sindsdien door de SBB wordt geëxploiteerd. Deze spoorlijn is een van de belangrijkste spoorverbindingen door de Alpen.

## Trajectbeschrijving
De spoorlijn bestaat vanuit het noorden uit zes gedeeltes, namelijk het noordelijke daltraject, het noordelijke bergtraject, de Gotthardtunnel, het zuidelijke bergtraject, het zuidelijke daltraject en het zuidelijke traject.

### Noordelijke daltraject, Immensee – Erstfeld
Van Immensee (460 m boven zeeniveau) loopt de spoorlijn aan de zuidzijde van de Zugersee en de voet van de Rigi naar het knooppunt Arth-Goldau (510 m). Hier geeft de lijn uit Zürich en Zug aansluiting.
De Schweizerische Südostbahn AG, uit de richting Biberbrugg–Rapperswil / Einsiedeln sluit hier aan. Vanaf 1947 reed de Südostbahn dagelijks doorgaande treinen van Luzern naar Romanshorn. Met deze spoorlijn ontstond een directe verbinding tussen Noordoost-Zwitserland en Centraal-Zwitserland. Tegenwoordig is deze verbinding bekend als "Voralpen-Express".
De Rigi-Bahnen had een dallijn van het station Arth-Goldau naar Arth am See aan de Zuger See. De Rigi-Bahnen loopt naar de top van de Rigi. Verder gaat het langs de Lauerzersee naar Schwyz (455 m boven zeeniveau), de hoofdstad van het gelijknamige kanton. Na Brunnen loopt de spoorlijn langs de Urnersee, een deel van de Vierwaldstättersee. Op dit gedeelte is de dubbelsporige lijn over een lengte van 12 km gesplitst in een gedeelte met uitzicht op de See en een gedeelte door een lage tunnel. Bij Sisikon wordt Uri (kanton) bereikt en bij Flüelen het begin van de Vierwaldstättersee. Tussen Altdorf en Erstfeld (472 m) wordt hard aan de aansluiting van de Gotthard-Basistunnel gewerkt. De noordelijke ingangen van de Gotthard-Basistunnel bevinden zich enige kilometers voor Erstfeld.

### Noordelijke bergtraject, Erstfeld – Göschenen
In Erstfeld bevindt zich een locomotiefdepot van de SBB. Hier werden in het verleden locomotieven (tegenwoordig alleen bij goederentreinen) bijgeplaatst. Er zijn vaak locomotieven van andere spoorwegmaatschappijnen gestald. Bij het depot staat de denkmal locomotief 14270 van het type Ce 6/8 II «Krokodil» opgesteld. Het traject begint nu met een helling tot 28 ‰ merkbaar te stijgen. Na Amsteg loopt de lijn over de indrukwekkende Chärstelenbach-Brücke en over de moderne Intschireuss-Brücke die met 77 meter de hoogste brug van de SBB is, op de westelijke zijde van het smalle Reussdal.
Ter hoogte van Gurtnellen bij de Mörschlisbach-Galerie is de bergwand zeer instabiel en zorgde dat onder meer op 6 juni 2012 dat er een aantal rotsblokken op de spoorbaan terechtkwamen. Hierbij kwam een medewerker om het leven. Op 18 juni 2012 werd ruim 2000 m³ gesteente opgebazen. Het spoorwegverkeer werd op 2 juli 2012 weer vrij gegeven. Op 14 november 2012 kwamen bij dezelfde locatie te Gurtnellen weer een aantal rotsblokken van 70-80 m³ op de spoorbaan terecht en werd het treinverkeer onderbroken. Het personenvervoer werd op maandag 19 november 2012 hersteld.
Achter Gurtnellen ligt de 1476 meter lange Pfaffensprung-Kehrtunnel en snel daarop volgen de beroemde keertunnels bij Wassen. Hierbij steekt de spoorlijn drie maal de Meienreuss over, de eerste brug ligt nog onder de als oriëntatiepunt bekende dorpskerk die ongeveer 200 meter hoger ligt. Uit drie verschillende richtingen heeft men uitzicht op de «s Chileli vo Wasse» (de kerk van Wassen). Achter de 1570 meter lange tunnel aan de noordelijke helling bereikt men het station Göschenen. Op het voorplein van het station wacht de smalspoortandradlijn van de Matterhorn Gotthard Bahn (voormalige Schöllenenbahn / Furka-Oberalp-Bahn) op reizigers naar Andermatt en verder.

### Gotthardtunnel, Göschenen – Airolo
De SBB zette van 1954 tot de opening van de Gotthard-autotunnel in 1980 regelmatig rijdende autotreinen in, die in de winter het gemotoriseerde verkeer door de spoortunnel tussen Göschenen en Airolo vervoerden.
Van de noordelijke ingang van de Gotthard tunnel bij Göschenen is het linker tunnelportaal pas rond 1960 gebouwd en loopt na ongeveer 80 meter over in de hoofdsporen. Deze uitbouw diende voor de vergroting van het emplacement Göschenen. Nu volgt de 15.003 meter lange dubbelsporige en enkelbuizige Gotthardtunnel.
In het binnenste van de tunnel, na 9 km, bereikt men het hoogste punt van de tunnel. Het dienststation met wisselplaats bestaat al lang niet meer, en andere wisselplaatsen verdwenen. Er is nog een derde wisselplaats in gebruik. Het lokaal van het dienststation is nog als rustplaats voor de trajectcontroleur in gebruik.

### Zuidelijke bergtraject, Airolo – Biasca
Na het verlaten van Airolo steekt men de Ticino over en rijdt door het Valle Leventina. Im Piotta ziet men aan de linkerzijde de 87,8 % steile kabelbaan die naar de Ritom-Stausee loopt. Achter Rodi-Fiesso begint het indrukwekkendste deel van het zuidelijke bergtraject. Het dal versmalt zich tot de Piottino-Schlucht en men rijdt vervolgens door de op de linkerdalzijde liggende Freggiospiraaltunnel en de tegenover op de andere zijde gelegen Pratospiraaltunnel. Op deze wijze wordt het 200 meter dieper gelegen station Faido bereikt. Voorbij Lavorgo passeert men twee keertunnels, onder de spoorweghobbyisten bekend als Biaschina-Schlaufen. Uiteindelijk bereikt men het in het dal gelegen Biasca. Bouwplaatsen van de AlpTransit zijn te vinden rond Faido en tussen Bodia en Biasca.

### Zuidelijke daltraject, Biasca – Giubiasco
Vanaf Biasca loopt de Gotthardspoorlijn langs de Ticino tot Bellinzona, de hoofdplaats van het kanton Ticino. In Giubiasco takt de spoorlijn naar Locarno en Luino af. Aan deze lijn werd in 2020 de Ceneri-basistunnel aangesloten.

### Zuidelijke traject, Giubiasco – Chiasso
Nu stijgt het traject met uitzicht op de Tessiner Alpen en het Lago Maggiore tot Monte Ceneri en rijdt men door twee parallel gelegen enkelsporige tunnels tot het hoogste punt bij Rivera-Bironico. Nu gaat het verder bergafwaarts naar Lugano. Aan de westelijke oever van het Lago di Lugano ligt in Melide het miniatuurpark Swissminiatur. Over de 817 meter lange Ponte-diga di Melide wisselt de Gotthardspoorlijn naar de oostelijke oever van het Lago di Lugano langs Capolago en Mendrisio. Na ruim 200 km wordt de grensplaats Chiasso bereikt. Hier bevindt zich een omvangrijk rangeerstation voor goederentreinen. Vanaf dit station neemt de Ferrovie dello Stato (FS) de meeste groederentreinen voor verder vervoer in Italië over.

## Depots en werkplaatsen
Tegelijkertijd met de bouw van de spoorlijn zijn depots gebouwd in Bellinzona en Erstfeld, en hoofdwerkplaatsen in Biasca en Bellinzona. In depot Erstfeld is een dependance van het Verkehrshaus in Luzern, waar onder andere  voertuigen van SBB Historic ondergebracht zijn.
Op het 4 km lange traject van Erstfeld naar Amsteg-Grund is het mogelijk met groepen naar de bouwplaats van AlpTransit Gotthard AG te reizen.

## Giubiasco
In Giubiasco dicht bij Bellinzona heeft zich in 1870 Ferriere Cattaneo gevestigd als fabrikant van rijtuigen en goederenwagens volgens door de klanten gestelde eisen. Cattaneo heeft zich in intermodal-goederenwagens (containerdraagwagens) gespecialiseerd. De productiecapaciteit bedraagt ong. 250 goederenwagens per jaar. Cattaneo heeft productiecentra onder andere in Slovenië.

## Impact van het AlpTransit project en de basistunnels
In het kader van het AlpTransit-project wordt er op enkele plaatsen langs de Gotthardlijn gewerkt aan grootschalige projecten, welke als doel hebben de reistijd te verkorten:
- Sinds 1999 werd gewerkt aan de Gotthard-basistunnel. Bij de opening in juni 2016 werd de Gotthard-Basistunnel met 57 km de langste tunnel ter wereld. De tunnel is sinds december 2016 volledig in gebruik.
- Sinds 2006 werd gewerkt aan de Ceneri-basistunnel. De tunnel, die loopt tussen Camotino en Venzia, heeft een lengte van 15,4 km. De opening vond plaats op 4 september 2020. De ingebruikname volgt op 13 december 2020.

Het oude traject zal na de opening van de Gotthard-basistunnel in gebruik blijven voor regionale treinen, en zal bovendien gebruikt worden  voor toeristisch verkeer. 
Ook wil men de spoorlijn op de UNESCO-werelderfgoedlijst zetten.

### Mendrisio – Varese
sinds 2018 is tussen het Zwitserse Mendrisio en het Italiaanse Varese een nieuwe grensoverschrijdende spoorlijn in gebruik. Deze spoorlijn, met een lengte van 18 kilometer, is in de eerste plaats bedoeld voor personenvervoer door TILO. Op 20 oktober 2008 werd hiervoor een eerste overeenkomst tussen beide landen gesloten.

## Aangesloten spoorlijnen
Bij station Immensee (km 0,3)
- spoorlijn Luzern - Immensee (km 19,2)
- spoorlijn Basel SBB - Immensee (km 107,2)

Bij station Arth - Goldau (km 8,9)
- spoorlijn naar Zug en (Zürich) (km 15,8)
- spoorlijn Arth-Goldau - Rigi Kulm (km 0,0)
- spoorlijn naar Rapperswil (km 38,2)

Bij station Altdorf (km 35,3)
- spoorlijn naar de Gotthard-basistunnel (km ?)

Bij station Erstfeld (km 41,6)
- tijdelijke spoorlijn voor / naar de Gotthard-basistunnel (km ?)

Bij station Biasco (km 131,8)
- spoorlijn naar de Gotthard-basistunnel (km ?)

Bij station Giubiasco (km 154,0)
- spoorlijn Giubiasco - Locarno (km 17,9)
- spoorlijn Giubiasco - Luino (km 103,3)

Bij station Taverne - Toricella (km 174,0)
- goederenspoorlijn naar Lugano Vedeggio (km 0)

Bij station Chiasso (km 36,5)
- spoorlijn naar Como en Milaan (km ?)

## Treindiensten

### Voralpen-Express
De Voralpen-Express (VAE) verbindt sinds 1991 Luzern via Arth-Goldau, Pfäffikon, Rapperswil en St. Gallen met Romanshorn. De treinen worden door de Südostbahn (SOB) en de Schweizerischen Bundesbahnen (SBB) geëxplioteerd.

### Stadtbahn Zug
De Stadtbahn van Zug verzorgt het regionaal verkeer aan de noordzijde van de Gotthardtunnel op de bestaande sporen van de SBB vanaf 12 december 2004 op de volgende verbindingen:
- Zug – Zug Postplatz – Zug Fridbach – Zug Oberwil – Walchwil – Arth-Goldau – Steinen – Schwyz – Brunnen – Sisikon – Flüelen – Altdorf – Erstfeld

### S-Bahn Luzern
De S-Bahn Luzern verzorgt het regionaal verkeer aan de noordzijde van de Gotthardtunnel op de bestaande sporen van de SBB vanaf 12 december 2004 op de volgende verbindingen:
- Luzern – Luzern Verkehrshaus – Meggen Zentrum – Meggen – Merlischachen – Küssnacht am Rigi – Immensee – Arth-Goldau – Steinen – Schwyz – Brunnen

### Arth-Rigi-Bahn
De Arth-Rigi-Bahn (afgekort ARB) had een normaalsporige adhesielijn van het station Arth-Goldau naar de Arth am See aan de Zuger See. Thans is nog aanwezig een normaalsporige tandradbaan, welke van Arth-Goldau naar Rigi loopt. Samen met de Vitznau-Rigi-Bahn (afgekort VRB), die van de andere zijde omhoog komt, noemen ze zich sinds 1992 de Gesellschaft Rigi-Bahnen AG (afgekort RB).

### Postbus
Sinds 12 december 2004 rijden tussen Erstfeld en Göschenen geen stoptreinen meer. Het vervoer wordt hier overgenomen door de Postbus van Flüelen naar Göschenen.

### Matterhorn Gotthard Bahn
In Göschenen kan de reiziger overstappen op de voormalige Schöllenenbahn (SchB) door de Schöllenschlucht naar de legerplaats Andermatt. Op deze lijn rijdt sinds 1 januari 2003 de Matterhorn Gotthard Bahn (MGB). Sinds december 2006 rijden de stoptreinen van Göschenen - Andermatt door naar Brig.

### Postbus
Per 12 december 2004 rijden er tussen Airolo en Biasca vrijwel geen stoptreinen meer. Het vervoer is grotendeels overgenomen door de Postbus van Airola naar Bellinzona.

### TILO
De Italiaans-Zwitserse spoorwegonderneming Treni Regionali Ticino Lombardia SA (TILO) is sinds 4 december 2004 een samenwerkingsverband tussen het kanton Tessin/Ticino en de provincie Lombardia. Er rijden nog geen doorgaande treinen van TILO naar Milaan; hiervoor moet men in Chiasso overstappen op een andere TILO-verbinding. Chiasso – Milaan wordt uitgevoerd met treinstellen van Trenitalia.
TILO verzorgt het regionaal verkeer aan de zuidzijde van de Gotthardtunnel op de bestaande sporen van de SBB vanaf 12 december 2004 op de volgende verbindingen:
- TILO S10: Biasca – Bellinzona – Giubiasco – Rivera-Bironico – Mezzovico – Taverne-Torricella – Lamone-Cadempino – Lugano – Lugano-Paradiso – Melide – Maroggia-Melano – Capolago-Riva S. Vitale – Mendrisio – Balerna – Chiasso – (Milano C.)
- TILO S20: Bellinzona – Giubiasco – S. Antonino – Cadenazzo – Riazzino-Cugnasco – Gordola – Tenero – Locarno
- TILO S30: Bellinzona – Giubiasco – Cadenazzo – Quartino – Magadino-Vira – S. Nazzaro – Gerra (Gambarogno) – Ranzo-S. Abbondio – Pino-Tronzano – Maccagno – Colmegna – Luino

### Lugano
- Ferrovie Lugano-Ponte Tresa (afgekort FLP). Deze lijn, die loopt van Lugano naar Ponte Tresa, is de enige overlevende van verschillende lichtspoorwegen rond Lugano. Hij is ook bekend als Ferrovie Luganesi SA.
- Funiculaires Lugano Città - Lugano Stazione (afgekort TPL), spoorbreedte 1000 mm, lengte: 220 meter, hoogteverschil: 53 meter, helling 250‰, tunnels: 46 meter en 47 meter.

### Melide
Bij Melide bevindt zich Swissminiatuur, de Zwitserse variant op Madurodam. Het park heeft een oppervlakte van 140.000 m². Zo'n 120 bekende Zwitserse gebouwen zijn nagebouwd op een schaal van 1:25.

### Capolago-Riva San Vitale
De Ferrovia Monte Generoso (FM) is een Zwitserse spoorwegonderneming met de enige smalspoortandradspoorlijn ten zuiden van de Alpen. De lijn loopt van Capolago naar boven op de Monte Generoso. De trein rijdt van 1 april tot 31 oktober.

### Mendrisio
Te Mendrisio is de museumspoorlijn Club del San Gottardo gevestigd. Het betreft een normaalsporige spoorlijn van 12,6 km op het traject Mendrisio - Valmorea (It) - Cantello (It) - Malnate (It). In de periode 1926 t/m 1928 werd deze lijn gebruikt voor internationale treinen.

### SBB
De Schweizerische Bundesbahnen (SBB) verzorgt het treinverkeer tussen Luzern/Zürich - Erstfeld - Bellinzona - Locarno/Chiasso/Lugano.
Dit doet de SBB met de volgende treindiensten:
- Eurocity Frankfurt am Main Hbf - Milano Centrale 1x per dag
- Eurocity Zürich HB - Venezia Santa Lucia 1x per dag
- Eurocity Zürich HB - Genova Piazza Principe 1x per dag
- Eurocity Zürich HB - Milano Centrale 1x per 2 uur
- IC2 Zürich HB - Lugano/Chiasso 1x per 2 uur
- IC21 Basel SBB - Lugano/Chiasso 1x per 2 uur
- IR 26 Basel SBB - Erstfeld - Locarno 1x per 2 uur
- IR 46 Basel SBB - Erstfeld - Locarno 1x per 2 uur

De Intercity's en InterRegio treinen vormen tussen Noord- en Zuid-Zwitserland gezamenlijk een uursdienst. Te Arth-Goldau wordt er altijd overstap geboden tussen tussen de treinen richting Zürich en Basel, maar ook in de richting van Bellinzona(via GotthardBasisTunnel) en Locarno(via GotthardBahn).
Verder zijn alle regionale treinen op de Gotthardspoorlijn van de SBB, door de Gotthard Basistunnel rijden alleen Euro-/Intercity's. Overige treinen rijden over het klassieke Gotthardtraject.

#### TEE
Trans Europ Express (TEE) was de benaming voor een netwerk van luxueuze binnenlandse en internationale sneltreinen in Europa, dat van start ging in 1957.
Het concept was bedacht door F.Q. den Hollander, toenmalig president-directeur van de Nederlandse Spoorwegen.
De TEE Gottardo was samen met de TEE Ticino een van de treinen die op 1 juli 1961 de verbinding tussen het noordelijke en zuidelijke deel van het TEE net tot stand brachten. Tevens waren deze drie de eerste TEE's met elektrische tractie. De TEE Gottardo reed echter niet via Luzern maar eerst van Bazel naar Zürich om daarna bij Arth Goldau op de Gotthardspoorlijn uit te komen.

#### Euro City
Op 31 mei 1987 richtten de spoorwegmaatschappijen van de Europese Unie, Oostenrijk en Zwitserland met 64 treinen het EuroCity-net als opvolger van de Trans Europ Express (TEE) op. In tegenstelling tot de TEE kent de EuroCity naast eerste klas ook tweede klas.
De TEE Gottardo werd per 31 mei 1987 als Europese internationale Euro City-trein voor de verbinding Bazel - Milaan.
Na de aflevering van de Eurocity rijtuigen van de SBB in 1991 is de TEE Ticino verder als Eurocity in de dienstregeling opgenomen. Als bijzonderheid was een panoramarijtuig in de trein opgenomen. Sinds september 1996 worden de EC-treinen over de Gotthard gereden met Cisalpino-Pendolino treinstellen.

### Cisalpino
De Cisalpino verzorgt het internationale treinverkeer tussen Schaffhausen - Zürich - Chiasso - Milaan en verder. De treinen zijn in de dienstregeling aangeduid met de letters: CIS of EC.

## Goederenvervoer
Dagelijks rijden veel goederentreinen over de Bözberglinie die vervolgens over de Gotthardspoorlijn richting Italië lopen. Voor deze goederentreinen worden vaak elektrische locomotieven in dubbeltractie gebruikt. Een dubbeltractie bestaat uit een vierassige elektrische locomotief type SBB Re 4/4 II en een zesassige elektrische locomotief type SBB Re 6/6. Deze combinaties worden als SBB Re 10/10 aangeduid.
Vroeger werden dergelijke zware goederentreinen bereden met een tussenlocomotief. Deze locomotief werd op 2400 ton gerekend vanaf de laatste wagon geplaatst. Aan de voorkant van de trein werden dan twee locomotieven geplaatst. Omdat deze tractievorm veel van het personeel vroeg werd dit concept vervangen door de SBB Re 10/10 combinatie.

### Rollende Landstraße
Op de noord – zuid route door Zwitserland werd begin 1990 het project van de Rollende Landstraße (afgekort RoLa) voor het vervoer van zware vrachtauto’s op goederentreinen gestart. Een passende vertaling van de afkorting RoLa is Rollende Autobahn.
De Firma Hupac AG uit Chiasso heeft de bedrijfsvoering van Rollende Landstraße in Zwitserland.

## Opgeheven treindiensten
In de volgende plaatsen zijn de treindiensten opgeheven;
- Arth-Rigi-Bahn (ARB): het traject van station Arth Goldau naar de Arth am See aan de Zuger See.
- Schwyzer Strassenbahnen (SStB)
- Brunnen-Morschach-Bahn (BrMB)
- Strassenbahn Altdorf-Flüssen (AF)
- Ferrovia Biasca-Acquarossa (BA)
- Ferrovia Bellinzona-Mesocco (BM)
- Lugano-Teserete (LT)
- Ferrovia Lugano-Cadro-Dino (LCD)